# シェラック

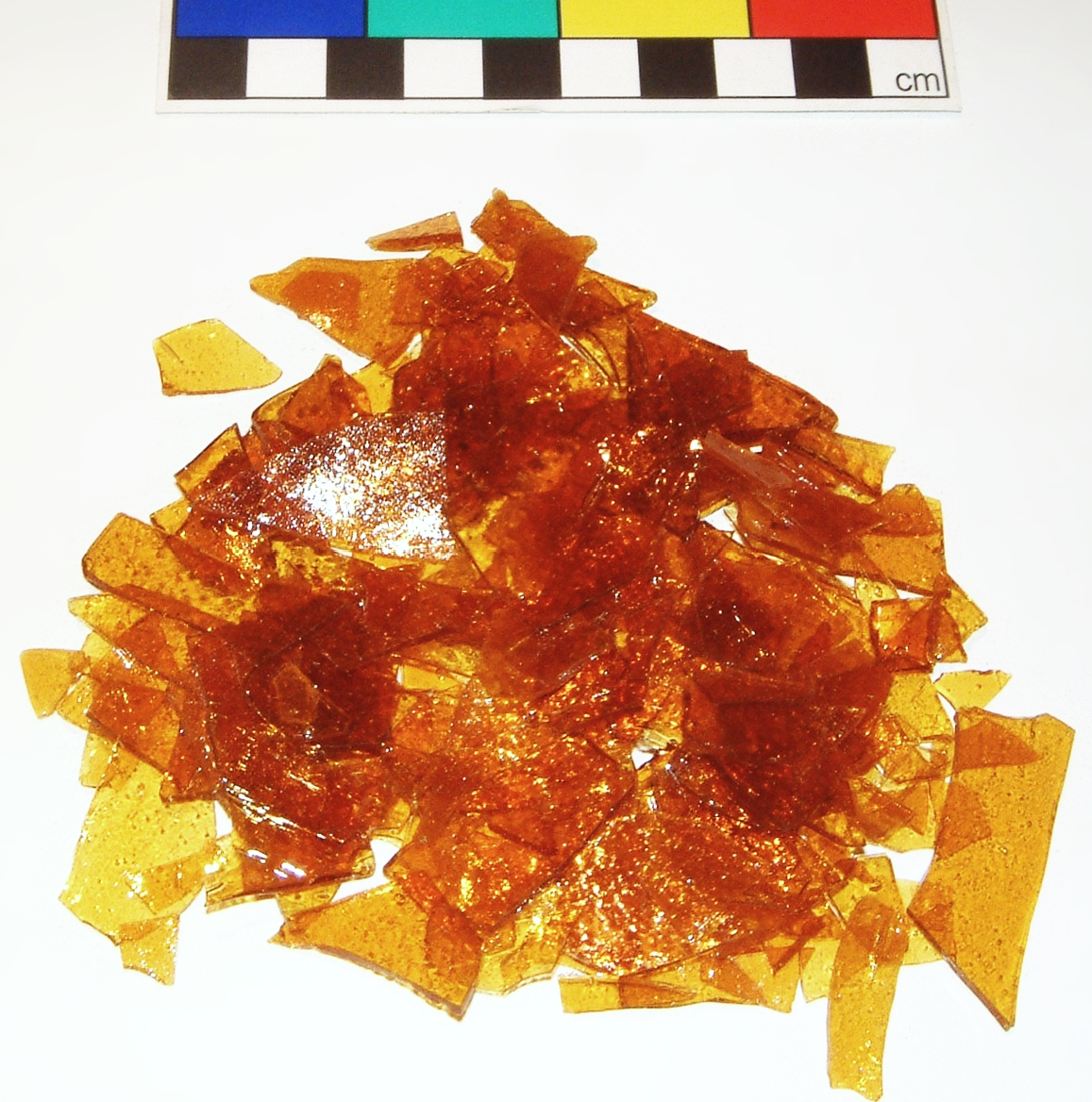
黄色のシェラック

シェラック（英語:shellac）は、ラックカイガラムシ（Laccifer lacca）、およびその近縁の数種のカイガラムシの分泌する虫体被覆物を精製して得られる樹脂状の物質である。セラックともいい、漢語では「紫膠」という。

## 性状
- 常温では、黄色から褐色の透明性のある固体である。精製すると白色、透明になる。無味無臭である。人体には無害。
- 通常、熱可塑性であるが、一定の温度では熱硬化性をしめす。
- アルコール系溶剤のみに溶け、他の有機溶剤には耐性をしめす。
- シェラックのアルコール溶液、水溶液を蒸発させると、透明皮膜を形成する。

## 成分
原料の塊は、主にシェロリン酸、アロイリット酸などの樹脂成分約75％、タカルジアセロール、ラクセロールなどのワックス成分約5％、ラクセリン酸、タカルジアセリニン酸などの色素成分約7％、その他水分や異物からなる。

## 生産
インド、タイなどの東南アジア、南アジアでラックカイガラムシを養殖している。中国雲南省、四川省などでも生産されている。ラックカイガラムシは、体長1cmに満たないカイガラムシの一種であり、様々な比較的広い範囲の種類の樹木に集団で寄生する。カイガラムシは一般に体表から分泌する蝋質、あるいは樹脂質の虫体被覆物で体を保護しているが、ラックカイガラムシの場合は、この集団内で体表から分泌する虫体被覆物が互いに融合し、宿主樹木の小枝を取り囲む棒状になる。この棒状の塊を夏に採取して粉砕し、熱、あるいは溶媒を用いて虫体被覆物を構成する樹脂状物質を抽出したものがシェラックである。

## 用途
日本工業規格（JIS K 5909）、日本薬局方、日本化粧品原料基準、食品衛生法に記載され、幅広い用途がある。
工業用途では、製紙用サイズ剤、塗料、インク、ヴァイオリンなどの弦楽器や木製家具に塗るニス、接着剤、ワックス、剥離材など。音を記録するレコード盤の素材として初期のSP盤の材料に使われた。
食品用途では、レモン、グレープフルーツなどの柑橘類のフルーツワックスとして、また天津甘栗などの光沢剤として用いられる。
医療用途では、 医薬品の錠剤、錠剤状のチョコレートなどの食品のコーティング材伝統中国医学の生薬では「紫草茸」(しそうじゅう、zǐcǎoróng)、「紫膠」(しこう、zǐjiāo)などと称し、清熱解毒などの作用があるとされた。